# Villoestrus dimorphus
Villoestrus dimorphus är en tvåvingeart som beskrevs av Hesse 1956. Villoestrus dimorphus ingår i släktet Villoestrus och familjen svävflugor. Inga underarter finns listade i Catalogue of Life.